# The Coronas
The Coronas - це ірландський рок-гурт, який виник у Дублін. Вони випускають свою музику через свій власний незалежний лейбл,3ú Records, і засновані між Дубліном і Лондоном. Вони випустили п'ять студійних альбомів, "Heroes or Ghosts" (2007), "Tony Was an Ex-Con" (2009), "Closer to You" (2011), "The Long Way" (2014) і "Trust The Wire" (2017).
Троє з учасників гурту — Денні Ораілйі, Грем Нокс і Конор Еган - зустрілися в Terenure College, де вони з другом створили групу під назвою Kiros. Гурт розпався, а потім перетворився в Corona. Згодом вони змінили назву на The Coronas, щоб уникнути плутанини з італійським танцювальним костюмом. Перший альбом приніс їм популярність, такими піснями  як, "Heroes or Ghosts", "San Diego Song". "Tony Was an Ex-Con" отримав нагороду за кращий ірландський альбом у 2010 Meteor Awards, обійшовши Snow Patrol's "Up To Now" та U2's  "No Line on the Horizon" та серед інших. Альбом "Closer to You" був випущений в 2011 році і, пізніше в 2012 році, став першим британським випуском гурту. У листопаді 2014 року, був випущений дебютний альбом "The Long Way" в компанії Island Records.

## Історія

### 2007–2008:Heroes or Ghosts
У вересні 2006 року The Coronas продали всі квитки на шоу в дублінському пабі Whelan's.
Після цього концерту, в листопаді, вони підписали контракт з незалежним лейблом 3ú Records, і незабаром почали записувати те, що стало їхнім дебютним повноформатним альбомом, "Heroes or Ghosts", який вийшов у жовтні 2007 року. Альбом дебютував під номером 27 в ірландський альбомному чарті і був описаний в газеті Hot Press  як:"прогулянка душевною лінією між Джеффом Баклі і Libertines." Альбом в загальному провів 74 тижні в ірландських хіт-парадах альбомів, з піковим номером 18.
The Coronas з'явились на Late Late Show, The Cafe, і The Podge and Rodge Show, Channel 6's  Popscene and radio shows також у гурту взяли з інтерв'ю на Ютубі. У 2008 році The Coronas  були номіновані на премію Meteor Award, в категорії Кращий ірландський поп-акт. У 2009 році вони були номіновані для двох премій Meteor Award в категоріях кращий поп та найкраще відео. Головний трек, "Heroes or Ghosts", був перекладений на ірландський (Taibhsí nó Laoich) для альбому "Ceol ’08" на ірландській мові.

### 2009–2010:Tony Was an Ex-Con
Tony Was an Ex-Con - це другий студійний альбом групи. Він був випущений в Ірландії 25 вересня 2009 року. Альбом був записаний у студії Residential Studios у Корнуоллі, Англія, і був спродюсований Джоном Корнфілдом. Альбом швидко зайняв 1 місце в ірландському чарті iTunes. На наступному тижні він дебютував під номером 3 в Ірландському чарті альбомів. З альбомом група випустила сингл "Listen Dear", пік якого припав на 16 позицію в Ірландському чарті синглів і був перекладений для альбому Ceol на ірландській мові. Пізніше вони випустили "Far from Here", "Someone Else's Hands" і "Won't Leave You Alone". [джерело?]
Після виходу Tony Was an Ex-Con, The Coronas здійснили свій телевізійний дебют на RTÉ's Late Late Show 18 вересня 2009 року. До цього група займалася розкруткою альбому в газетах, радіо і по телебаченню. Групу розмістили на обкладинці  журналу Hot Press, який з'явився на прилавках 24 вересня 2009 року. Їх додали в музичні магазини HMV по всій Ірландії. Після успіху альбому в Ірландії, група вирушила у своє перше турне по Америці, і провела концерти в більш ніж десяти різних містах. Вони також зробили азіатське турне, виступаючи в таких місцях, як Сінгапур і Таїланд.
Tony Was an Ex-Con виграв нагороду кращий альбом в 2010 Meteor Awards, обійшовши альбоми таких виконавців, як групи U2, Bell X1 і Snow Patrol. 
Група зробила версію "Listen Dear" на ірландській мові для ірландського альбому Ceol '10 Súil Siar.
Альбом зустріли із сприятливими відгуками по всій Ірландії. Блогер Lottie з ірландського сайту Culch.ie сказав: "Прослухавши Tony Was An Ex-Con кілька разів цього вечора, я можу сказати, що це приємний альбом."

### 2011–2013:Closer to You
Closer to You був випущений 11 листопада 2011 року. Він потрапив у Ірландський інді-чарт під номером один і під номером три в загальному чарті. Альбом був спродюсований Тоні Хоффером, який працював з такими виконавцями, як The Kooks, Supergrass, Beck і The Fratellis. Велика частина альбому була написана в той час як група була у Дінглі, графство Керрі. Пізніше вони вирушили в Лос-Анджелес, щоб зв'язатися з Хоффером і записати альбом. [джерело?]
Першим синглом з Closer to You став "Addicted to Progress", який отримав більше радіо публікацій в Ірландії, ніж будь-який попередній сингл групи. Група випустила свій другий сингл "Mark My Words".
Третім синглом альбому став трек "Dreaming Again", який був випущений 10 вересня 2012 року. Четвертий сингл — це трек Closer to You. Критик з RTÉ Ten Алан Корр дав альбому три зірки, стверджуючи, що: "The Coronas зіграли це безпосередньо для більшості слухачів, альбом порадує своїх шанувальників і залишить хіпстерів, так само вражених як завжди". Orlagh Murphy з Oxygen.ie сказав: "Хоча тексти деяких треків використовують стандартні кліше, музика групи абсолютно змінилися." [джерело?]

### 2014–present:The Long Way
В лютому 2014 року The Coronas повернулися до Австралії на чотирьохденний тур, відвідуючи Мельбурн, Брисбен, Перт і Сідней протягом чотирьох днів. У травні група грала у Великій Британії. 8 травня 2014 року група випустила сингл "All the Others". Пісня отримала значну популярність на ірландському радіо, і досягла третьої позиції в ірландських чарті синглів.

"All the Others" є лідируючим синглом із свого четвертого студійного альбому The Long Way, який був випущений 21 листопада 2014 року.

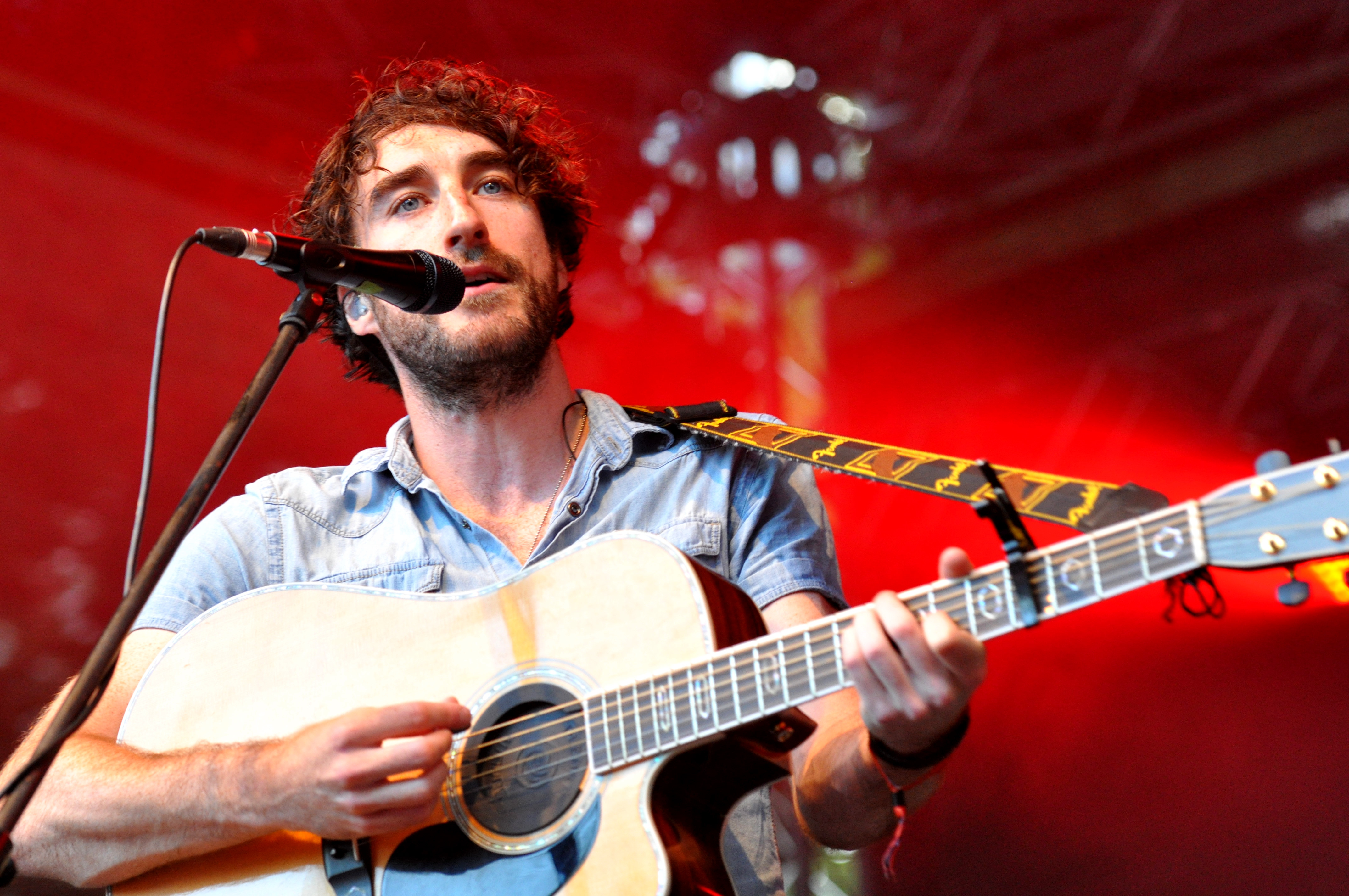
Денні Ораілйі 2016
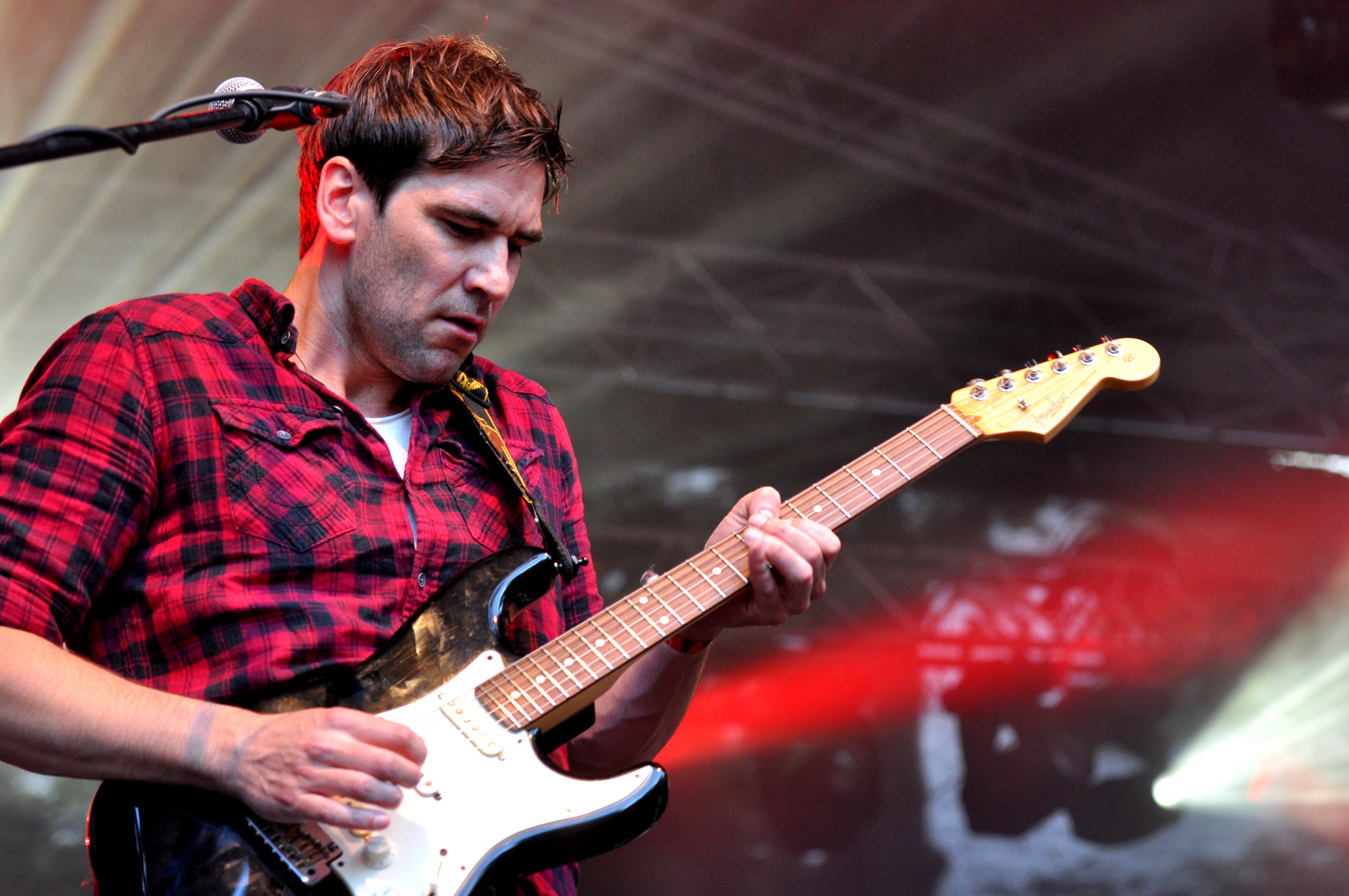
Дейв Макфілліпс 2016
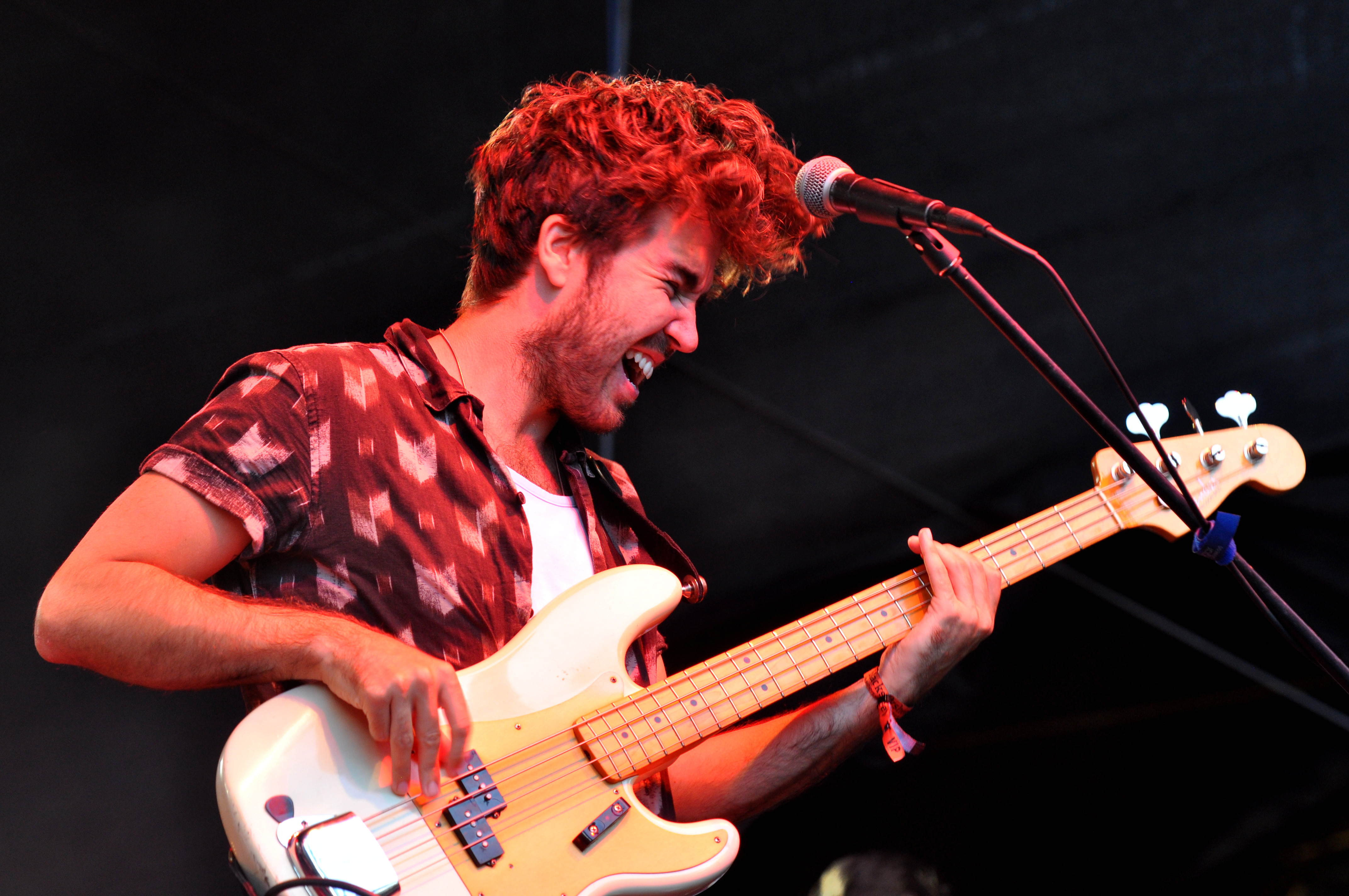
Грем Нокс 2016
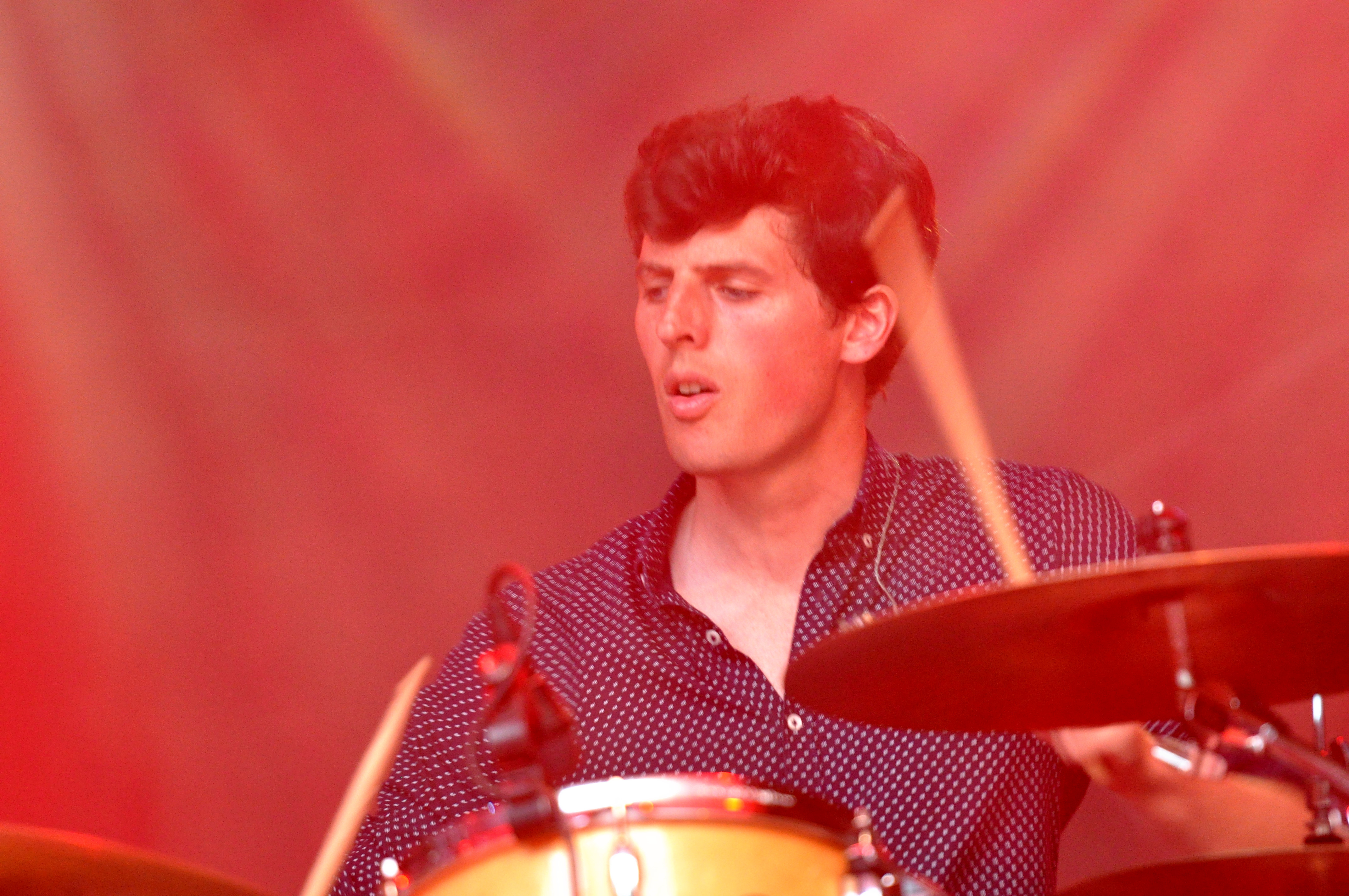
Конор Еган 2016

## Відомі шоу
- Група прославилася на свох Різдвяних концертах в Olympia Theatre у Дубліні, які зазвичай, проходять у грудні. У грудні 2011 року вони зіграли рекордні шість вечорів в Олімпії.
- 23 травня 2011 року, The Coronas, поряд з Jedward та Імельдою Мей грали для президента Сполучених Штатів Америки, Барака Обами в коледжі Green, Дублін, Ірландія під час його візиту, перед зверненням до натовпу, який налічував від 80 000 до 100 000 осіб.
- 22 липня 2011 року The Coronas зіграли у парку Marlay для понад 7000 фанів. Їх  підтримали Bressie, Royseven і KT Tunstall.
- 2 липня 2011 року група підтримувала The Scrip перед 50 000 фанів на стадіон Авіва. Також до концерту приєднався Tinie Tempah.
- У січні/лютому 2011 року The Coronas приєднуються до The Script на їхньому європейському турне.
- Вони зіграли на концерті Пола Маккартні на РДС Арені 12 червня 2010 року.
- У липні 2010 року Коронас грали на головній сцені одного з найбільших європейських фестивалів Oxegen (близько 20 000 чоловік).
- Група грала на SXSW у фестивалі в березні 2010 року.
- Група з'явилася в другому акті на головній сцені Oxegen у п'ятницю 10 липня 2009 року.
- The Coronas виступали для розігріві The Script для дев'яти концертів в Ірландії з 25 серпня по 5 вересня 2009 року.
- Вони з'явилися в The John Murray Show на RTÉ Radio 1 в листопаді 2011 року.[4]
- 14 грудня 2012 року, група відіграла свій найважливіший концерт, більше 14000 осіб в 3Arena, Дублін. Вони були підтримані Райаном Шеріданом і Róisín O (сестра Денні ). Співак Денні Ораілйі заявив, що це був найщасливіший момент у житті групи.
- На 10 липня 2013 року вони підтримували Джастіна Тімберлейка в Фенікс-Парку і грали для 40 000 чоловік.

## Дискографія

### Студійні альбоми
| Рік  | Деталі альбому                                                                                         | Пікові позиції в чартах |
| Рік  | Деталі альбому                                                                                         | IRL                     |
| ---- | --- | ----------------------- |
| 2007 | Heroes or Ghosts - Дата Виходу: 5 жовтня 2007 року - Лейбл: 3u Records - Формати: LP, CD, download     | 24                      |
| 2009 | Tony Was an Ex-Con - Дата Виходу: 25 вересня 2009 року - Лейбл: 3u Records - Формати: LP, CD, download | 3                       |
| 2011 | Closer to You - Дата Виходу: 11 листопада 2011 року - Лейбл: 3u Records - Формати: LP, CD, download    | 3                       |
| 2014 | The Long Way - Випущено: - Лейбл: Island Records - Формати: LP, CD, download                           | 2                       |
| 2017 | Trust the Wire - Дата Випуску: 2 червня 2017 року - Лейбл: So Far So Good - Формати: LP, CD, download  | 1                       |

### Сингли
| 2007                           | "The Talk"             | 18 | Heroes or Ghosts   |
| 2007                           | "San Diego Song"       | 26 | Heroes or Ghosts   |
| 2008                           | "Grace, Don't Wait!"   | 30 | Heroes or Ghosts   |
| 2008                           | "Heroes or Ghosts"     | 24 | Heroes or Ghosts   |
| 2009                           | "Listen Dear"          | 16 | Tony Was an Ex-Con |
| 2010                           | "Someone Else's Hands" | 23 | Tony Was an Ex-Con |
| 2010                           | "Wont Leave You Alone" | -  | Tony Was an Ex-Con |
| 2011                           | "Addicted to Progress" | 7  | Closer to You      |
| 2012                           | "Mark My Words"        | 33 | Closer to You      |
| 2012                           | "Dreaming Again"       | -  | Closer to You      |
| 2014                           | "Closer to You"        | -  | Closer to You      |
| 2014                           | "All the Others"       | 3  | The Long Way       |
| 2014                           | "Just Like That"       | -  | The Long Way       |
| 2015                           | "How This Goes"        | -  | The Long Way       |
| "—" не займав позицій в чартах |                        |    |                    |